# Aat Breur-Hibma
Adriana Klazina (Aat of Adri) Breur-Hibma ('s-Gravenhage, 28 december 1913 – Amsterdam, 31 december 2002) was een Nederlandse tekenares en schilderes, die als Nacht und Nebel-gevangene in Ravensbrück terechtkwam. Daar maakte zij aangrijpende potloodtekeningen, die het Rijksmuseum Amsterdam nu in beheer heeft.

## Tekenares en verzet
Aat Hibma is de dochter van de Friese schoenmaker Pieter Hibma en de Haagse handwerklerares Adriana Klazina Tize. Na de HBS volgt zij de Haagse academie van Beeldende Kunsten, waar zij les krijgt van onder anderen Paul Citroen. Daarna is zij tekenlerares in Den Haag. In september 1940 trouwt zij met de filosofiestudent Krijn Breur. Door haar huwelijk verliest Aat haar baan als tekenlerares, overeenkomstig de toenmalige regelgeving. Haar man, een fervent communist, heeft als vrijwilliger in de Spaanse Burgeroorlog tegen Franco gevochten en is daardoor stateloos. Als gevolg hiervan heeft het echtpaar geen recht op een uitkering. Aat verdient in de oorlog zo goed mogelijk de kost als illustratrice.
Het echtpaar krijgt twee kinderen, een zoon in december 1940, en een dochter, Dunya, in 1942.
Vanaf het begin van de oorlog is het echtpaar zeer actief in het verzet: Krijn met aanslagen, zijn echtgenote met het vervalsen van persoonsbewijzen. Ze nemen joodse onderduikers in huis, maar worden verraden. Op 19 november 1942 worden ze samen met twee joodse onderduikers gearresteerd. Krijn wordt gemarteld, ter dood veroordeeld en op 5 februari 1943 gefusilleerd.  Later zal een straat in Amsterdam naar hem vernoemd worden: Krijn Breurstraat.

## Nacht und Nebel in Ravensbrück
Aat komt met baby Dunya in de gevangenis van Scheveningen, daarna in isolatie in Utrecht. Als zij in juni 1943 gedeporteerd gaat worden, slaagt zij erin Dunya aan de gevangenispoort aan haar ouders mee te geven. Na een verblijf in de gevangenissen van Kleef en in Berlijn komt zij in september 1943 in het vrouwenconcentratiekamp Ravensbrück aan. Daar ondergaat zij het strenge regime van de Nacht und Nebel-gevangenen, maar dankzij enige goedwillende bewaaksters krijgt ze werk in de boekbinderij en moet ze geboortekaartjes tekenen. Zo krijgt zij ook restjes papier in handen voor clandestiene tekeningen. Aat tekent vooral haar lotgenoten.
Op 1 maart 1945 wordt Aat naar het Strafblock overgeplaatst, wat neerkomt op een doodvonnis. Echter, een arts trekt haar uit de rij en speldt haar het nummer van een overleden gevangene op. Dit is haar redding.
Op een dag hoort de kampcommandant dat twee Nederlandse vrouwen tekeningen hebben gemaakt – hij beschouwt dit als hoogverraad. Weer komt er hulp, want medegevangenen stoppen de tekeningen weg voordat de kampcommandant arriveert om ze te zoeken.
Op 29 april 1945 bevrijdt het Russische leger kamp Ravensbrück. Op 6 juli 1945 wordt Aat gerepatrieerd. Ze blijkt dan tuberculose te hebben.

## De tekeningen
In september 1945 krijgt Aat bezoek van een medegevangene, die haar tekeningen uit het kamp heeft weten te redden. Aat stopt de beschadigde tekeningen weg en wil er niet meer aan denken. Zij heeft problemen met haar gezondheid en lijdt erg onder kamptrauma's. Zij leidt een zeer teruggetrokken bestaan en de oorlog drukt als een taboe op haar. De kinderen lijden hier erg onder.
Het is uiteindelijk haar dochter Dunya Breur (1942-2009), die Slavische talen heeft gestudeerd en werkt als vertaalster en publiciste, die dit taboe weet te doorbreken. Ze heeft al vele malen gevraagd naar de inhoud van een geheim koffertje onder het bed van haar moeder. Pas in 1980 komt de tekeningen uit het koffertje tevoorschijn. Dan komen ook de herinneringen naar boven.
De tekeningen baren veel opzien; het Rijksmuseum Amsterdam (Rijksprentenkabinet) neemt de tekeningen in beheer, restaureert het slechte papier en organiseert in meerdere plaatsen exposities van de tekeningen.

## Boek en documentaire
Dunya is diep geraakt. Ze bezoekt kamp Ravensbrück, doet archiefonderzoek, spoort de nog levende geportretteerde vrouwen op in Frankrijk, België, Zweden en Nederland en laat hen hun verhaal vertellen. Zij publiceert in 1983 de tekeningen van Aat samen met die verhalen in Een verborgen herinnering. Het is een historisch document geworden over het vrouwenconcentratiekamp Ravensbrück, met veel details over het gruwelijke kampleven.
Aat Breur zet haar teruggetrokken leven voort als tekenares en tekenlerares. Na de publicatie van haar tekeningen heeft zij het stilzwijgen slechts eenmaal doorbroken met een interview in de documentaire Verleden aanwezig (1996), waarin vijf vrouwen van Ravensbrück geïnterviewd werden: Ceija Stoijka (Oostenrijk), Lidia Rolfi (Italië), Aat Breur (Nederland), Stella Kugelman Griez (Rusland), Antonina Nikiforova (Rusland).

## Eerbetoon
- In 1989 kregen Aat en Dunya Breur de erepenning van de Stichting Kunstenaarsverzet 1942-1945 met name voor het boek Een verborgen herinnering.
- In 1998 ontvingen Krijn Breur (postuum) en Aat Breur-Hibma de Yad Vashem-onderscheiding voor niet-Joden die in de oorlog hulp hebben geboden aan Joden[3].
- In 2022 vernoemde de gemeente Amsterdam een brug naar haar.

## Werk in openbare collecties (selectie)
- Rijksmuseum Amsterdam[4]